# أرجون أس تي
أرجون أس تي هي شركة تابعة لشركة بوينغ ومقرها في فيرفاكس، فيرجينيا ، الولايات المتحدة ، وهي متخصصة في هندسة الأنظمة وتوفر منتجات القيادة والتحكم .
تتضمن جهود شركة أرجون إس تي تطوير أنظمة اعتراض الإشارة والتعرف عليها، وأنظمة التصوير الجوي، وأنظمة تحذير التهديدات، والاستخبارات الإلكترونية ، وأنظمة الحرب الإلكترونية النشطة، وأنظمة استطلاع الاتصالات، وأنظمة مكافحة الطوربيدات، وأنظمة التصوير، وأنظمة الاتصالات، والشبكات اللاسلكية، وأنظمة الملاحة.
تدعم أنظمة أرجون أس تي مجموعة كاملة من الوحدات العسكرية والاستراتيجية بما في ذلك المنصات السطحية وتحت السطحية والمحمولة جواً والبرية التي تخدم الدفاع والأمن الداخلي والعملاء خارج الولايات المتحدة.

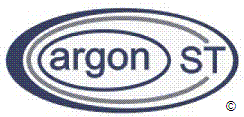
شعار شركة أرجون أس تي قبل الاستحواذ عليها من قبل شركة بوينج